# KSC Wielsbeke
Maillots
Dernière mise à jour : 16 janvier 2025.
Le Koninklijke Sporting Club Wielsbeke est un club de football belge basé à Wielsbeke. Il évolue en première provinciale lors de la saison 2017-2018.

## Le club
- 1960 : 23/04/1960, fondation de SPORTING CLUB WIELSBEKE qui s'affilie à l'URBSFA, le  23 août 1960 et reçoit le matricule 6381'.

- 1982 : SPORTKRING OOIGEM s'affilie à l'URBSFA le 23 avril 1982 et reçoit le matricule 8826'.
- 2000 : 01/07/2010, SPORTING CLUB WIELSBEKE (6381) et SPORTKRING OOIGEM (8826) fusionnent pour former SPORTING CLUB WIELSBEKE (6381).

- 2010 : 01/07/2010, SPORTING CLUB WIELSBEKE (6381), reconnu « Société Royale » le 23 avril 2010, adapte son appellation en KONINKLIJKE SPORTING CLUB WIELSBEKE (6381).

## Résultats dans les divisions nationales
Statistiques mises à jour le 24 juin 2013

### Palmarès
- 1 fois champion de Belgique de Promotion en 2008.

### Bilan
| Niv | Divisions     | Jouées | Titres | TM Up | TM Down |
| --- | ------------- | ------ | ------ | ----- | ------- |
| I   | 1re nationale | 0      | 0      |       |         |
| II  | 2e nationale  | 0      | 0      |       |         |
| III | 3e nationale  | 3      | 0      |       |         |
| IV  | 4e nationale  | 14     | 1      | 1     |         |
| V   | 5e nationale  | 0      | 0      |       |         |
|     |               |        |        |       |         |
|     | TOTAUX        | 17     | 1      | 1     | 0       |

- TM Up : test-match pour départager des égalités, ou toutes formes de Barrages ou de Tour final pour une montée éventuelle.
- TM Down : test-match pour départager des égalités, ou toutes formes de Barrages ou de Tour final pour le maintien.

### Classements
| Ordre               | Saison  | Nom du club     | Niveau             | Classement final | Remarques             |
| ------------------- | ------- | --------------- | ------------------ | ---------------- | --------------------- |
| 1                   | 1983-84 | SC Wielsbeke    | Promotion série A  | 11e/16           |                       |
| 2                   | 1984-85 | SC Wielsbeke    | Promotion série A  | 11e/16           |                       |
| 3                   | 1985-86 | SC Wielsbeke    | Promotion série A  | 6e/16            |                       |
| 4                   | 1986-87 | SC Wielsbeke    | Promotion série A  | 7e/16            |                       |
| 5                   | 1987-88 | SC Wielsbeke    | Promotion série A  | 10e/16           |                       |
| 6                   | 1988-89 | SC Wielsbeke    | Promotion série A  | 10e/16           |                       |
| 7                   | 1989-90 | SC Wielsbeke    | Promotion série A  | 10e/16           |                       |
| 8                   | 1990-91 | SC Wielsbeke    | Promotion série A  | 9e/16            |                       |
| 9                   | 1991-92 | SC Wielsbeke    | Promotion série A  | 16e/16           | Relégué!              |
| séries provinciales |         |                 |                    |                  |                       |
| 10                  | 2003-04 | SC Wielsbeke    | Promotion série A  | 7e/16            |                       |
| 11                  | 2004-05 | SC Wielsbeke    | Promotion série A  | 15e/16           | Relégué!              |
| séries provinciales |         |                 |                    |                  |                       |
| 12                  | 2006-07 | SC Wielsbeke    | Promotion série A  | 4e/16            | Tour final!           |
| 13                  | 2007-08 | SC Wielsbeke    | Promotion série A  | 1er/16           | Champion et promu!    |
| 14                  | 2008-09 | SC Wielsbeke    | Division 3 série A | 15e/16           | Relégué puis repêché! |
| 15                  | 2009-10 | SC Wielsbeke    | Division 3 série A | 13e/19           |                       |
| 16                  | 2010-11 | K. SC Wielsbeke | Division 3 série A | 18e/18           | Relégué!              |
| 17                  | 2011-12 | K. SC Wielsbeke | Promotion série A  | 16e/16           | Relégué!              |
| séries provinciales |         |                 |                    |                  |                       |